# 福崎睦美
福崎 睦美（ふくさき むつみ、1958年-  ）は、日本の将棋の元女流棋士。旧姓兼田（かねだ）。五十嵐豊一門下。日本将棋連盟所属時の女流棋士番号8。北海道雨竜郡幌加内町生まれの夕張市育ち。北海道夕張南高等学校卒。

## 人物
- 炭鉱の勤務医で将棋史の研究家であった父に小学2年生頃から将棋を教わる。
- 1971年、第4回女流アマ名人戦で多田佳子に敗れ準優勝。1972年、中学3年生で第5回女流アマ名人優勝[2]。当時最年少記録であった。この年将棋初のカラー放送番組で、当時小学5年生の谷川浩司と対局している[3]。父の死去の関係で1973年は出場を断念した。高校選手権では、史上初の3連覇を達成[注 1]。
- 1975年、当初は進学し通訳となる夢を抱いていたが、両親とも没した関係から進学を断念。高校卒業と同時に上京し、OLの傍ら師匠の五十嵐の勧めで女流棋士となる[1]。
- 1983年、福崎文吾七段（段位は当時）と結婚。棋士活動名を福崎へ変更。女流名人位戦リーグAクラスに在籍。
- 1985年、1年間休業
- 1988年、女流初段位で引退。日本将棋連盟を退会した。

## 主な棋歴
- 第5回（1972年）女流アマ名人優勝。
- 第9回（1973年）、第10回（1974年）、第11回（1975年）高校選手権女子個人戦優勝。

## 昇段履歴
- 1979年 女流初段